# Piłka ręczna na Igrzyskach Azjatyckich 1994
Turnieje piłki ręcznej na Igrzyskach Azjatyckich 1994 odbyły się w dniach 5–14 października 1994 roku w Hiroszimie.
Był to czwarty turniej męski i drugi żeński w historii tych zawodów.
Ponownie triumfowały w nim męska i żeńska reprezentacja Korei Południowej.

## Podsumowanie

### Klasyfikacja medalowa
| Klasyfikacja medalowa | Klasyfikacja medalowa | Klasyfikacja medalowa | Klasyfikacja medalowa | Klasyfikacja medalowa | Klasyfikacja medalowa |
| Miejsce               | Reprezentacja         | Złoto                 | Srebro                | Brąz                  | Razem                 |
| --------------------- | --------------------- | --------------------- | --------------------- | --------------------- | --------------------- |
| 1                     | Korea Południowa      | 2                     | 0                     | 0                     | 2                     |
| 2                     | Japonia               | 0                     | 2                     | 0                     | 2                     |
| 3                     | Chiny                 | 0                     | 0                     | 2                     | 2                     |
| Razem                 | Razem                 | 2                     | 2                     | 2                     | 6                     |

### Medaliści
| Konkurencja | 1. miejsce       | 2. miejsce | 3. miejsce |
| ----------- | ---------------- | ---------- | ---------- |
| Mężczyźni   | Korea Południowa | Japonia    | Chiny      |
| Kobiety     | Korea Południowa | Japonia    | Chiny      |

## Mężczyźni

### Mecze
| 6 października 199408:00 | Korea Południowa | 26:12(8:6) | Arabia Saudyjska | Hiroszima |
| 6 października 199408:00 |                  | 26:12(8:6) |                  | Hiroszima |

| 6 października 199417:30 | Kuwejt | 20:17(4:8) | Japonia | Hiroszima |
| 6 października 199417:30 |        | 20:17(4:8) |         | Hiroszima |

| 8 października 1994 | Korea Południowa | 22:22(11:10) | Kuwejt | Hiroszima |
| 8 października 1994 |                  | 22:22(11:10) |        | Hiroszima |

| 8 października 1994 | Japonia | 18:17(9:9) | Chiny | Hiroszima |
| 8 października 1994 |         | 18:17(9:9) |       | Hiroszima |

| 10 października 199414:00 | Arabia Saudyjska | 25:22(10:13) | Kuwejt | Hiroszima |
| 10 października 199414:00 |                  | 25:22(10:13) |        | Hiroszima |

| 10 października 199415:50 | Korea Południowa | 32:17(16:8) | Chiny | Hiroszima |
| 10 października 199415:50 |                  | 32:17(16:8) |       | Hiroszima |

| 12 października 199416:00 | Chiny | 21:18(10:8) | Kuwejt | Hiroszima |
| 12 października 199416:00 |       | 21:18(10:8) |        | Hiroszima |

| 12 października 199417:30 | Japonia | 25:17(14:7) | Arabia Saudyjska | Hiroszima |
| 12 października 199417:30 |         | 25:17(14:7) |                  | Hiroszima |

| 14 października 1994 | Chiny | 23:22(13:9) | Arabia Saudyjska | Hiroszima |
| 14 października 1994 |       | 23:22(13:9) |                  | Hiroszima |

| 14 października 1994 | Korea Południowa | 26:21(10:9) | Japonia | Hiroszima |
| 14 października 1994 |                  | 26:21(10:9) |         | Hiroszima |

### Klasyfikacja końcowa
| Miejsce | Reprezentacja    |
| ------- | ---------------- |
| złoto   | Korea Południowa |
| srebro  | Japonia          |
| brąz    | Chiny            |
| 4       | Kuwejt           |
| 5       | Arabia Saudyjska |

## Kobiety

### Mecze
| 5 października 1994 | Chiny | 29:19(16:8) | Kazachstan | Hiroszima |
| 5 października 1994 |       | 29:19(16:8) |            | Hiroszima |

| 7 października 199408:00 | Korea Południowa | 40:22(16:11) | Chiny | Hiroszima |
| 7 października 199408:00 |                  | 40:22(16:11) |       | Hiroszima |

| 7 października 199417:30 | Japonia | 26:24(17:10) | Kazachstan | Hiroszima |
| 7 października 199417:30 |         | 26:24(17:10) |            | Hiroszima |

| 9 października 1994 | Korea Południowa | 42:24(25:9) | Kazachstan | Hiroszima |
| 9 października 1994 |                  | 42:24(25:9) |            | Hiroszima |

| 11 października 1994 | Japonia | 27:26(11:14) | Chiny | Hiroszima |
| 11 października 1994 |         | 27:26(11:14) |       | Hiroszima |

| 13 października 1994 | Korea Południowa | 34:20(16:12) | Japonia | Hiroszima |
| 13 października 1994 |                  | 34:20(16:12) |         | Hiroszima |

### Klasyfikacja końcowa
| Miejsce | Reprezentacja    |
| ------- | ---------------- |
| złoto   | Korea Południowa |
| srebro  | Japonia          |
| brąz    | Chiny            |
| 4       | Kazachstan       |